# Брайтенрайтер, Андре
Андре́ Брайтенра́йтер (нем. André Breitenreiter; род. 2 октября 1973, Лангенхаген, Нижняя Саксония) — немецкий футболист и футбольный тренер. Выступал на позициях полузащитника и нападающего.

## Игровая карьера
Брайтенрайтер начинал карьеру в ганноверских любительских клубах. В 1986 году он стал игроком академии клуба «Ганновер 96», а в 1991 году дебютировал за основную команду. В 1992 году Брайтенрайтер выиграл Кубок Германии. Будучи игроком «Ганновера», он вызывался в молодёжную сборную Германии. В 1993 году Брайтенрайтер сыграл на чемпионате мира среди молодёжных команд, где забил два гола.
После «Ганновера» Брайтенрайтер играл в «Гамбурге», «Вольфсбурге», «Лангенхагене», «Гессен-Касселе», «Хольштайне», «Клоппенбурге» и «Хавелсе». За свою карьеру он сыграл в 144 матчах Бундеслиги, забив 28 голов.

## Тренерская карьера
24 сентября 2009 года Брайтенрайтер получил тренерскую лицензию «А». В 2009—2010 годах он работал скаутом в клубе «Кайзерслаутерн» и тренером юношеской команды в клубе «Альтвармбюхен». 2 января 2011 года Андре стал главным тренером клуба «Хавелсе», выступавшего в Регионаллиге «Север». Он принял команду на последнем месте и по итогам сезона сумел спасти её от вылета. В сезоне 2011/12 команда под руководством Брайтенрайтера заняла пятое место в чемпионате и впервые в истории выиграла Кубок Нижней Саксонии. Благодаря этой победе клуб выступил в Кубке Германии 2012/13, где в первом раунде прошёл «Нюрнберг» (3:2), но проиграл «Бохуму» (1:3) во втором раунде.
Перед началом сезона 2013/14 Брайтенрайтер возглавил клуб Второй Бундеслиги «Падерборн 07». В первом же сезоне под его руководством «Падерборн» занял второе место и вышел в Бундеслигу. Однако в сезоне 2014/15 команда Брайтенрайтера заняла последнее место и вылетела обратно во вторую лигу.
12 июня 2015 года Брайтенрайтер стал главным тренером «Шальке 04», подписав контракт до 2017 года.

## Достижения
- Обладатель Кубка Германии: 1991/92
- Вице-чемпион второй Бундеслиги: 2013/14